# Ekaterina Antropova
Ekaterina Michajlovna Antropova (in russo Екатерина Михайловна Антропова?; Akureyri, 19 marzo 2003) è una pallavolista russa naturalizzata italiana, opposto della Savino Del Bene.

## Biografia
Nasce in Islanda da genitori russi, entrambi sportivi: il padre, cestista, stava disputando il campionato locale di pallacanestro, mentre la madre era una pallamanista nel giro della nazionale russa. La famiglia Antropova torna in Russia, stabilendosi a San Pietroburgo, quando Ekaterina ha tre mesi di vita: qui trascorre l'infanzia e la prima adolescenza. Inizialmente prova a praticare ginnastica ritmica e danza, venendo tuttavia frenata dall'altezza, indirizzandosi così verso la pallavolo.
Su spinta del secondo marito della madre, nel 2017 si trasferisce in Italia per intraprendere concretamente la carriera pallavolistica, dapprima a Reggio Calabria e poi a Sassuolo: ciò fa sì che i suoi primi tesseramenti avvengano con nazionalità sportiva italiana. Tuttavia la precedente convocazione a un collegiale del 2016 con la Russia under 16 – a cui la giocatrice non prende parte –, porta la CEV a tesserarla come russa; intraprende quindi un ricorso presso il TAS di Losanna per il riconoscimento di quello italiano come primo tesseramento.
Nel 2023 la sentenza del TAS definisce come italiana la nazionalità sportiva dell'atleta, seguita nello stesso anno dall'ottenimento della cittadinanza italiana per meriti sportivi.

## Carriera

### Club
La carriera di Antropova inizia nella stagione 2018-19 con l'Academy Sassuolo, in Serie C: nell'annata 2020-21 viene promossa in prima squadra, in Serie A2.
Nella stagione 2021-22 debutta in Serie A1 con la Savino Del Bene, club con cui vince la Challenge Cup 2021-22 e la Coppa CEV 2022-23, venendo premiata in entrambi i casi come MVP; raggiunge inoltre nel campionato 2023-24 la finale play-off per lo scudetto, la prima per la società scandiccese.

### Nazionale
Nel 2017 è inserita tra le convocate della nazionale russa under 16 per un collegiale di preparazione al campionato europeo di categoria, a cui però l'atleta non prende parte.
Il 10 agosto 2023, ottenuta la cittadinanza italiana, diventa eleggibile per la nazionale azzurra: pochi giorni dopo viene convocata per il campionato europeo, chiuso al quarto posto. Nel 2024 conquista la medaglia d'oro Volleyball Nations League e ai Giochi della XXXIII Olimpiade di Parigi, mentre nel 2025 conquista nuovamente l'oro alla Volleyball Nations League.

## Palmarès

### Club
- Coppa CEV: 1

2022-23
- Challenge Cup: 1

2021-22

### Premi individuali
- 2022 - Challenge Cup: MVP
- 2023 - Coppa CEV: MVP